# هجارة (صعفان)

تعديل مصدري - تعديل

هجارة هي إحدى قرى عزلة مدول بمديرية صعفان التابعة لمحافظة صنعاء، بلغ تعداد سكانها 107 نسمة حسب تعداد اليمن لعام 2004.